# Meilleurs buteurs du championnat du Portugal de football
Cet article liste les meilleurs buteurs du championnat du Portugal de football.

## Classement général
Ce tableau présente le classement des meilleurs buteurs de l'histoire du championnat du Portugal depuis sa création en 1934.
Dernière mise à jour : le 31 mai 2025
| Rang | Joueur                | Pays       | Période   | Clubs successifs | Matchs | Ratio | Buts |
| ---- | --------------------- | ---------- | --------- | --- | ------ | ----- | ---- |
| 1.   | Fernando Peyroteo     | Portugal   | 1937–1949 | Sporting Portugal (332) | 197    | 1,69  | 332  |
| 2.   | Eusébio               | Portugal   | 1960-1977 | Benfica Lisbonne (316), Beira-Mar (3)                                                                                            | 313    | 1,02  | 319  |
| 3.   | Fernando Gomes        | Portugal   | 1974–1991 | FC Porto (288), Sporting Portugal (31)                                                                                           | 404    | 0,79  | 319  |
| 4.   | José Águas            | Portugal   | 1950–1963 | Benfica Lisbonne (291) | 281    | 1,04  | 291  |
| 5.   | Nené                  | Portugal   | 1968–1986 | Benfica Lisbonne (263) | 422    | 0,62  | 263  |
| 6.   | Manuel Fernandes      | Portugal   | 1970–1988 | CUF Barreiro (36), Sporting Portugal (192), Vitória Setúbal (16)                                                                 | 486    | 0,5   | 244  |
| 7.   | Matateu               | Portugal   | 1951–1967 | CF Belenenses (210), Atlético CP (9)                                                                                             | 291    | 0,75  | 219  |
| 8.   | José Torres           | Portugal   | 1959–1980 | Benfica Lisbonne (151), Vitória Setúbal (52), Estoril-Praia (14)                                                                 | 378    | 0,58  | 218  |
| 9.   | Arsénio Duarte        | Portugal   | 1943–1959 | Benfica Lisbonne (152), CUF Barreiro (59)                                                                                        | 313    | 0,69  | 215  |
| 10.  | Rui Jordão            | Portugal   | 1971–1989 | Benfica Lisbonne (63), Sporting Portugal (137), Vitória Setúbal (12)                                                             | 358    | 0,59  | 213  |
| 11.  | Manuel Vasques        | Portugal   | 1946–1960 | Sporting Portugal (188), Atlético CP (1)                                                                                         | 282    | 0,67  | 189  |
| 12.  | Mário Jardel          | Brésil     | 1996–2007 | FC Porto (130), Sporting Portugal (53), Beira-Mar (3)                                                                            | 186    | 1     | 186  |
| 13.  | Julinho               | Portugal   | 1942–1953 | Académico FC (16), Benfica Lisbonne (152)                                                                                        | 165    | 0,99  | 168  |
| 14.  | José Augusto          | Portugal   | 1955–1970 | FC Barreirense (48), Benfica Lisbonne (114)                                                                                      | 343    | 0,47  | 162  |
| 15.  | Artur Jorge           | Portugal   | 1964–1978 | FC Porto (1), Académica de Coimbra (71), Benfica Lisbonne (74), CF Belenenses (14)                                               | 245    | 0,65  | 160  |
| 16.  | António Teixeira      | Portugal   | 1949–1965 | Benfica Lisbonne (5), Vitória Guimarães (17), FC Porto (125), SC Braga (8)                                                       | 221    | 0,7   | 155  |
| 17.  | Nuno Gomes            | Portugal   | 1994–2012 | Boavista FC (23), Benfica Lisbonne (125), SC Braga (6)                                                                           | 392    | 0,39  | 154  |
| 18.  | Hernâni               | Portugal   | 1950–1964 | FC Porto (128), Estoril-Praia (9)                                                                                                | 279    | 0,49  | 137  |
| 19.  | João Lourenço         | Portugal   | 1961–1972 | Académica de Coimbra (40), Sporting Portugal (94)                                                                                | 208    | 0,64  | 134  |
| 20.  | Bentes                | Portugal   | 1945–1960 | Académica de Coimbra (134) | 270    | 0,5   | 134  |
| 21.  | João Martins          | Portugal   | 1947–1959 | Sporting Portugal (132) | 207    | 0,64  | 132  |
| 22.  | Rogério Pipi          | Portugal   | 1942–1958 | Benfica Lisbonne (125), Oriental Lisbonne (7)                                                                                    | 243    | 0,54  | 132  |
| 23.  | Jesus Correia         | Portugal   | 1943–1956 | Sporting Portugal (128), CUF Barreiro (1)                                                                                        | 159    | 0,81  | 129  |
| 24.  | António Araújo        | Portugal   | 1942–1952 | FC Porto (122) | 151    | 0,81  | 122  |
| 25.  | Rui Águas             | Portugal   | 1983–1995 | Portimonense SC (10), Benfica Lisbonne (77), FC Porto (30), Estrela Amadora (4)                                                  | 292    | 0,41  | 121  |
| 26.  | Patalino              | Portugal   | 1945–1956 | SL Elvas (37), O Elvas (55), Lusitano Évora (28)                                                                                 | 187    | 0,64  | 120  |
| 27.  | Horácio de Faria (en) | Portugal   | 1966–1981 | Leixões SC (84), Varzim SC (34)                                                                                                  | 313    | 0,38  | 118  |
| 28.  | Iaúca                 | Portugal   | 1958–1968 | CF Belenenses (94), Benfica Lisbonne (23)                                                                                        | 160    | 0,73  | 117  |
| 29.  | Liédson               | Portugal   | 2003–2013 | Sporting Portugal (116), FC Porto (0)                                                                                            | 220    | 0,53  | 116  |
| 30.  | João Vieira Pinto     | Portugal   | 1988–2008 | Boavista FC (23), Benfica Lisbonne (62), Sporting Portugal (28), SC Braga (3)                                                    | 476    | 0,24  | 116  |
| 31.  | Albano                | Portugal   | 1943–1956 | Sporting Portugal (115) | 240    | 0,48  | 115  |
| 32.  | Francisco Rodrigues   | Portugal   | 1935–1946 | Vitória Setúbal (65), Benfica Lisbonne (49)                                                                                      | 122    | 0,93  | 114  |
| 33.  | Ernesto Figueiredo    | Portugal   | 1960–1970 | Sporting Portugal (99), Vitória Setúbal (14)                                                                                     | 196    | 0,58  | 113  |
| 34.  | Óscar Cardozo         | Paraguay   | 2007–2014 | Benfica Lisbonne (112) | 175    | 0,64  | 112  |
| 35.  | Manuel António        | Portugal   | 1964–1977 | Académica de Coimbra (81), FC Porto (30)                                                                                         | 247    | 0,45  | 111  |
| 36.  | Edmilson              | Brésil     | 1988–2002 | CD Nacional (23), CS Marítimo (47), Vitória Guimarães (29), SC Braga (12)                                                        | 356    | 0,31  | 111  |
| 37.  | Jonas                 | Brésil     | 2014–2019 | Benfica Lisbonne (110) | 132    | 0,83  | 110  |
| 38.  | Faia                  | Portugal   | 1951–1963 | FC Barreirense (72), Académica de Coimbra (18), CUF Barreiro (19)                                                                | 240    | 0,45  | 109  |
| 39.  | André                 | Portugal   | 1951–1959 | CF Belenenses (40), Académica de Coimbra (68)                                                                                    | 190    | 0,57  | 108  |
| 40.  | António Oliveira      | Portugal   | 1970–1986 | FC Porto (72), FC Penafiel (10), Sporting Portugal (26), CS Marítimo (0)                                                         | 296    | 0,36  | 108  |
| 41.  | Custódio Pinto        | Portugal   | 1961–1975 | FC Porto (80), Vitória Guimarães (28)                                                                                            | 359    | 0,3   | 108  |
| 42.  | Rafael Correia        | Portugal   | 1934–1948 | CF Belenenses (106) | 155    | 0,68  | 106  |
| 43.  | José Travassos        | Portugal   | 1946–1959 | Sporting Portugal (106) | 249    | 0,43  | 106  |
| 44.  | Tito (en)             | Portugal   | 1966–1979 | Atlético CP (14), União Tomar (6), Vitória Guimarães (86), FC Famalicão (0)                                                      | 292    | 0,36  | 106  |
| 45.  | Ricardo Horta         | Portugal   | 2013–     | Vitória Setúbal (7), SC Braga (99)                                                                                               | 319    | 0,33  | 106  |
| 46.  | Correia Dias          | Portugal   | 1941–1949 | FC Porto (105) | 114    | 0,92  | 105  |
| 47.  | Domingos Paciência    | Portugal   | 1987–2001 | FC Porto (105) | 263    | 0,4   | 105  |
| 48.  | Hector Yazalde        | Argentine  | 1971–1975 | Sporting Portugal (104) | 104    | 1     | 104  |
| 49.  | Gaúcho                | Brésil     | 1996–2006 | Estrela Amadora (54), CS Marítimo (35), Rio Ave (14)                                                                             | 278    | 0,37  | 103  |
| 50.  | João Tomás            | Portugal   | 1997–2013 | Académica de Coimbra (8), Benfica Lisbonne (19), Vitória Guimarães (3), SC Braga (31), Rio Ave (40)                              | 261    | 0,39  | 101  |
| 51.  | Vítor Baptista        | Portugal   | 1967–1981 | Vitória Setúbal (40), Benfica Lisbonne (52), Boavista FC (8), Amora FC (0)                                                       | 226    | 0,44  | 100  |
| 52.  | Nélson                | Portugal   | 1964–1980 | Varzim SC (18), Benfica Lisbonne (9), Sporting Portugal (71), CS Marítimo (1), Portimonense SC (1)                               | 295    | 0,34  | 100  |
| 53.  | Ben David             | Portugal   | 1947–1955 | Atlético CP (98) | 119    | 0,82  | 98   |
| 54.  | Isaías                | Brésil     | 1987–1999 | Rio Ave (5), Boavista FC (22), Benfica Lisbonne (53), SC Campomaiorense (18)                                                     | 279    | 0,35  | 98   |
| 55.  | Caraça (en)           | Portugal   | 1952–1965 | Vitória Guimarães (23), Lusitano Évora (73)                                                                                      | 272    | 0,35  | 96   |
| 56.  | Jorge Silva           | Portugal   | 1977–1991 | Benfica Lisbonne (12), Amora FC (14), Boavista FC (23), GD Chaves (16), CS Marítimo (25), CF Belenenses (2), Vitória Setúbal (4) | 289    | 0,33  | 96   |
| 57.  | Domiciano Cavém       | Portugal   | 1953–1969 | SC Covilhã (18), Benfica Lisbonne (78)                                                                                           | 328    | 0,29  | 96   |
| 58.  | Cardoso Pereira       | Portugal   | 1939–1950 | FC Barreirense (29), Vitória Setúbal (66)                                                                                        | 166    | 0,57  | 95   |
| 59.  | António Mendes        | Portugal   | 1955–1971 | Benfica Lisbonne (19), Vitória Guimarães (76)                                                                                    | 231    | 0,41  | 95   |
| 60.  | Hassan Nader          | Maroc      | 1992–2002 | SC Farense (87), Benfica Lisbonne (7)                                                                                            | 219    | 0,43  | 94   |
| 61.  | Joaquim Teixeira      | Portugal   | 1939–1950 | Benfica Lisbonne (65), Vitória Guimarães (18), O Elvas CAD (9)                                                                   | 169    | 0,54  | 92   |
| 62.  | Manuel Soeiro         | Portugal   | 1934–1945 | Sporting Portugal (91) | 97     | 0,94  | 91   |
| 63.  | José Maria            | Portugal   | 1962–1976 | Vitória Setúbal (91) | 317    | 0,29  | 91   |
| 64.  | Pinga                 | Portugal   | 1934–1946 | FC Porto (89) | 162    | 0,55  | 89   |
| 65.  | Duda                  | Brésil     | 1971–1982 | Vitória Setúbal (54), FC Porto (35)                                                                                              | 216    | 0,41  | 89   |
| 66.  | Mário Coluna          | Portugal   | 1954–1970 | Benfica Lisbonne (89) | 363    | 0,25  | 89   |
| 67.  | José Mota             | Portugal   | 1946–1953 | Estoril-Praia (83), Vitória Guimarães (5)                                                                                        | 106    | 0,83  | 88   |
| 68.  | Fernando Cabrita      | Portugal   | 1942–1959 | SC Olhanense (82), SC Covilhã (6)                                                                                                | 293    | 0,3   | 88   |
| 69.  | Simão Sabrosa         | Portugal   | 1996–2007 | Sporting Portugal (12), Benfica Lisbonne (75)                                                                                    | 225    | 0,39  | 87   |
| 70.  | Chiquinho Conde       | Mozambique | 1987–2001 | CF Belenenses (29), SC Braga (5), Vitória Setúbal (49), Sporting Portugal (3), FC Alverca (1)                                    | 310    | 0,28  | 87   |
| 71.  | Alfredo Valadas       | Portugal   | 1934–1944 | Benfica Lisbonne (86) | 137    | 0,63  | 86   |
| 72.  | Lima                  | Brésil     | 2009–2015 | CF Belenenses (7), SC Braga (26), Benfica Lisbonne (53)                                                                          | 176    | 0,49  | 86   |
| 73.  | Fernando Peres        | Portugal   | 1960–1975 | CF Belenenses (36), Sporting Portugal (39), Académica de Coimbra (9), FC Porto (2)                                               | 271    | 0,32  | 86   |
| 74.  | José Pedro Biléu      | Portugal   | 1952–1966 | Lusitano Évora (85) | 302    | 0,28  | 85   |
| 75.  | Armando Correia       | Portugal   | 1940–1950 | Académica de Coimbra (42), CF Belenenses (32), Vitória Setúbal (10)                                                              | 122    | 0,69  | 84   |
| 76.  | Miguel Lourenço       | Portugal   | 1939–1953 | Benfica Lisbonne (9), Estoril-Praia (75)                                                                                         | 158    | 0,53  | 84   |
| 77.  | Paulinho Cascavel     | Brésil     | 1984–1991 | FC Porto (0), Vitória Guimarães (47), Sporting Portugal (37), Gil Vicente FC (0)                                                 | 162    | 0,52  | 84   |
| 78.  | Chico Gordo (en)      | Portugal   | 1968–1982 | FC Porto (3), SC Braga (60), Vitória Setúbal (13)                                                                                | 230    | 0,37  | 84   |
| 79.  | António Sousa         | Portugal   | 1975–1994 | Beira-Mar (26), FC Porto (44), Sporting Portugal (13), Gil Vicente FC (0)                                                        | 484    | 0,17  | 83   |

### Les meilleurs buteurs en activité
Le tableau ci-dessous présente les dix meilleurs buteurs du Championnat du Portugal encore en activité et évoluant cette saison en Liga NOS.
| Rang | Joueur          | Pays     | Club actuel       | Matchs | Buts |
| ---- | --------------- | -------- | ----------------- | ------ | ---- |
| 1.   | Ricardo Horta   | Portugal | SC Braga          | 318    | 106  |
| 2.   | Viktor Gyökeres | Suède    | Sporting Portugal | 66     | 68   |
| 3.   | Pedro Gonçalves | Portugal | Sporting Portugal | 171    | 67   |

Dernière mise à jour : 20 mai 2025
Les joueurs suivants ont marqué plus de cinquante buts dans le championnat du Portugal mais ils jouent actuellement à l'étranger:

Óscar Cardozo (112), Mehdi Taremi (82), Rafa Silva (77), Moussa Marega (77), Pizzi (75), Paulinho (74), Tiquinho Soares (64), Haris Seferović (57).

## Classement par saison (Bola de Prata)
La Bota de Prata (ou Soulier d'argent) était le nom du trophée du meilleur buteur de la ligue portugaise avant la création de la Bola de Prata (ou Ballon d'argent) par le journal A Bola en 1952.
Ce tableau retrace les meilleurs buteurs du championnat du Portugal par saison depuis sa création en 1934.

Le record de buts sur une saison est détenu par Hector Yazalde avec 46 buts inscrits avec le Sporting Portugal lors de la saison 1973-1974.
| Saison                                       | Joueur                                       | Pays                                         | Club                                         | Buts                                         |
| Meilleur buteur (Primeira Liga Experimental) | Meilleur buteur (Primeira Liga Experimental) | Meilleur buteur (Primeira Liga Experimental) | Meilleur buteur (Primeira Liga Experimental) | Meilleur buteur (Primeira Liga Experimental) |
| -------------------------------------------- | -------------------------------------------- | -------------------------------------------- | -------------------------------------------- | -------------------------------------------- |
| 1934-1935                                    | Manuel Soeiro                                | Portugal                                     | Sporting Portugal                            | 14                                           |
| 1935-1936                                    | Pinga                                        | Portugal                                     | FC Porto                                     | 21                                           |
| 1936-1937                                    | Manuel Soeiro                                | Portugal                                     | Sporting Portugal                            | 23                                           |
| 1937-1938                                    | Fernando Peyroteo                            | Portugal                                     | Sporting Portugal                            | 34                                           |
| Bota de Prata (Primeira Divisão)             |                                              |                                              |                                              |                                              |
| 1938-1939                                    | Costuras                                     | Portugal                                     | FC Porto                                     | 18                                           |
| 1939-1940                                    | Fernando Peyroteo Slavko Kodrnja             | Portugal Yougoslavie                         | Sporting Portugal FC Porto                   | 29                                           |
| 1940-1941                                    | Fernando Peyroteo                            | Portugal                                     | Sporting Portugal                            | 29                                           |
| 1941-1942                                    | Correia Dias                                 | Portugal                                     | FC Porto                                     | 36                                           |
| 1942-1943                                    | Julinho                                      | Portugal                                     | Benfica Lisbonne                             | 24                                           |
| 1943-1944                                    | Francisco Rodrigues                          | Portugal                                     | Vitória Setúbal                              | 28                                           |
| 1944-1945                                    | Francisco Rodrigues                          | Portugal                                     | Vitória Setúbal                              | 21                                           |
| 1945-1946                                    | Fernando Peyroteo                            | Portugal                                     | Sporting Portugal                            | 39                                           |
| 1946-1947                                    | Fernando Peyroteo                            | Portugal                                     | Sporting Portugal                            | 43                                           |
| 1947-1948                                    | António Araújo                               | Portugal                                     | FC Porto                                     | 35                                           |
| 1948-1949                                    | Fernando Peyroteo                            | Portugal                                     | Sporting Portugal                            | 39                                           |
| 1949-1950                                    | Julinho                                      | Portugal                                     | Benfica Lisbonne                             | 28                                           |
| 1950-1951                                    | Manuel Vasques                               | Portugal                                     | Sporting Portugal                            | 29                                           |
| 1951-1952                                    | José Águas                                   | Portugal                                     | Benfica Lisbonne                             | 28                                           |
| Bola de Prata (Primeira Liga)                |                                              |                                              |                                              |                                              |
| 1952-1953                                    | Matateu                                      | Portugal                                     | CF Belenenses                                | 29                                           |
| 1953-1954                                    | João Martins                                 | Portugal                                     | Sporting Portugal                            | 31                                           |
| 1954-1955                                    | Matateu                                      | Portugal                                     | CF Belenenses                                | 32                                           |
| 1955-1956                                    | José Águas                                   | Portugal                                     | Benfica Lisbonne                             | 28                                           |
| 1956-1957                                    | José Águas                                   | Portugal                                     | Benfica Lisbonne                             | 30                                           |
| 1957-1958                                    | Arsénio Duarte                               | Portugal                                     | CUF Barreiro                                 | 23                                           |
| 1958-1959                                    | José Águas                                   | Portugal                                     | Benfica Lisbonne                             | 26                                           |
| 1959-1960                                    | Edmur Ribeiro                                | Brésil                                       | Vitória Guimarães                            | 25                                           |
| 1960-1961                                    | José Águas                                   | Portugal                                     | Benfica Lisbonne                             | 27                                           |
| 1961-1962                                    | Azumir Veríssimo                             | Brésil                                       | FC Porto                                     | 23                                           |
| 1962-1963                                    | José Torres                                  | Portugal                                     | Benfica Lisbonne                             | 26                                           |
| 1963-1964                                    | Eusébio                                      | Portugal                                     | Benfica Lisbonne                             | 28                                           |
| 1964-1965                                    | Eusébio                                      | Portugal                                     | Benfica Lisbonne                             | 28                                           |
| 1965-1966                                    | Eusébio Ernesto Figueiredo                   | Portugal                                     | Benfica Lisbonne Sporting Portugal           | 25                                           |
| 1966-1967                                    | Eusébio                                      | Portugal                                     | Benfica Lisbonne                             | 31                                           |
| 1967-1968                                    | Eusébio                                      | Portugal                                     | Benfica Lisbonne                             | 42                                           |
| 1968-1969                                    | Manuel António                               | Portugal                                     | Académica de Coimbra                         | 19                                           |
| 1969-1970                                    | Eusébio                                      | Portugal                                     | Benfica Lisbonne                             | 20                                           |
| 1970-1971                                    | Artur Jorge                                  | Portugal                                     | Benfica Lisbonne                             | 23                                           |
| 1971-1972                                    | Artur Jorge                                  | Portugal                                     | Benfica Lisbonne                             | 27                                           |
| 1972-1973                                    | Eusébio                                      | Portugal                                     | Benfica Lisbonne                             | 40                                           |
| 1973-1974                                    | Hector Yazalde                               | Argentine                                    | Sporting Portugal                            | 46                                           |
| 1974-1975                                    | Hector Yazalde                               | Argentine                                    | Sporting Portugal                            | 30                                           |
| 1975-1976                                    | Rui Jordão                                   | Portugal                                     | Benfica Lisbonne                             | 30                                           |
| 1976-1977                                    | Fernando Gomes                               | Portugal                                     | FC Porto                                     | 26                                           |
| 1977-1978                                    | Fernando Gomes                               | Portugal                                     | FC Porto                                     | 25                                           |
| 1978-1979                                    | Fernando Gomes                               | Portugal                                     | FC Porto                                     | 27                                           |
| 1979-1980                                    | Rui Jordão                                   | Portugal                                     | Sporting Portugal                            | 31                                           |
| 1980-1981                                    | Nené                                         | Portugal                                     | Benfica Lisbonne                             | 20                                           |
| 1981-1982                                    | Jacques Pereira                              | Portugal                                     | FC Porto                                     | 27                                           |
| 1982-1983                                    | Fernando Gomes                               | Portugal                                     | FC Porto                                     | 36                                           |
| 1983-1984                                    | Fernando Gomes Nené                          | Portugal                                     | FC Porto Benfica Lisbonne                    | 21                                           |
| 1984-1985                                    | Fernando Gomes                               | Portugal                                     | FC Porto                                     | 39                                           |
| 1985-1986                                    | Manuel Fernandes                             | Portugal                                     | Sporting Portugal                            | 30                                           |
| 1986-1987                                    | Paulinho Cascavel                            | Brésil                                       | Vitória Guimarães                            | 22                                           |
| 1987-1988                                    | Paulinho Cascavel                            | Brésil                                       | Sporting Portugal                            | 23                                           |
| 1988-1989                                    | Vata Garcia                                  | Angola                                       | Benfica Lisbonne                             | 16                                           |
| 1989-1990                                    | Mats Magnusson                               | Suède                                        | Benfica Lisbonne                             | 33                                           |
| 1990-1991                                    | Rui Águas                                    | Portugal                                     | Benfica Lisbonne                             | 25                                           |
| 1991-1992                                    | Ricky                                        | Nigeria                                      | Boavista                                     | 30                                           |
| 1992-1993                                    | Jorge Cadete                                 | Portugal                                     | Sporting Portugal                            | 18                                           |
| 1993-1994                                    | Rashidi Yekini                               | Nigeria                                      | Vitória Setúbal                              | 21                                           |
| 1994-1995                                    | Hassan Nader                                 | Maroc                                        | Sporting Farense                             | 21                                           |
| 1995-1996                                    | Domingos                                     | Portugal                                     | FC Porto                                     | 25                                           |
| 1996-1997                                    | Mário Jardel                                 | Brésil                                       | FC Porto                                     | 30                                           |
| 1997-1998                                    | Mário Jardel                                 | Brésil                                       | FC Porto                                     | 26                                           |
| 1998-1999                                    | Mário Jardel                                 | Brésil                                       | FC Porto                                     | 36                                           |
| 1999-2000                                    | Mário Jardel                                 | Brésil                                       | FC Porto                                     | 38                                           |
| 2000-2001                                    | Pena                                         | Brésil                                       | FC Porto                                     | 22                                           |
| 2001-2002                                    | Mário Jardel                                 | Brésil                                       | Sporting Portugal                            | 42                                           |
| 2002-2003                                    | Fary Faye Simão                              | Sénégal Portugal                             | Beira-Mar Benfica Lisbonne                   | 18                                           |
| 2003-2004                                    | Benedict McCarthy                            | Afrique du Sud                               | FC Porto                                     | 20                                           |
| 2004-2005                                    | Liédson                                      | Brésil                                       | Sporting Portugal                            | 25                                           |
| 2005-2006                                    | Albert Meyong Ze                             | Cameroun                                     | CF Belenenses                                | 17                                           |
| 2006-2007                                    | Liédson                                      | Brésil                                       | Sporting Portugal                            | 15                                           |
| 2007-2008                                    | Lisandro López                               | Argentine                                    | FC Porto                                     | 24                                           |
| 2008-2009                                    | Nenê                                         | Brésil                                       | CD Nacional                                  | 20                                           |
| 2009-2010                                    | Óscar Cardozo                                | Paraguay                                     | Benfica Lisbonne                             | 26                                           |
| 2010-2011                                    | Hulk                                         | Brésil                                       | FC Porto                                     | 23                                           |
| 2011-2012                                    | Óscar Cardozo                                | Paraguay                                     | Benfica Lisbonne                             | 20                                           |
| 2012-2013                                    | Jackson Martínez                             | Colombie                                     | FC Porto                                     | 26                                           |
| 2013-2014                                    | Jackson Martínez                             | Colombie                                     | FC Porto                                     | 20                                           |
| 2014-2015                                    | Jackson Martínez                             | Colombie                                     | FC Porto                                     | 21                                           |
| 2015-2016                                    | Jonas                                        | Brésil                                       | Benfica Lisbonne                             | 32                                           |
| 2016-2017                                    | Bas Dost                                     | Pays-Bas                                     | Sporting Portugal                            | 34                                           |
| 2017-2018                                    | Jonas                                        | Brésil                                       | Benfica Lisbonne                             | 34                                           |
| 2018-2019                                    | Haris Seferović                              | Suisse                                       | Benfica Lisbonne                             | 23                                           |
| 2019-2020                                    | Carlos Vinícius                              | Brésil                                       | Benfica Lisbonne                             | 19                                           |
| 2020-2021                                    | Pedro Gonçalves                              | Portugal                                     | Sporting Portugal                            | 23                                           |
| 2021-2022                                    | Darwin Núñez                                 | Uruguay                                      | Benfica Lisbonne                             | 26                                           |
| 2022-2023                                    | Mehdi Taremi                                 | Iran                                         | FC Porto                                     | 22                                           |
| 2023-2024                                    | Viktor Gyökeres                              | Suède                                        | Sporting Portugal                            | 29                                           |
| 2024-2025                                    | Viktor Gyökeres                              | Suède                                        | Sporting Portugal                            | 39                                           |

### Palmarès par joueur
* : indique un titre partagé par deux joueurs.
| Joueur              | Pays      | Titres | Saisons                                                                      |
| ------------------- | --------- | ------ | ---------------------------------------------------------------------------- |
| Eusébio             | Portugal  | 7      | 1963-1964, 1964-1965, 1965-1966*, 1966-1967, 1967-1968, 1969-1970, 1972-1973 |
| Fernando Peyroteo   | Portugal  | 6      | 1937-1938, 1939-1940*, 1940-1941, 1945-1946, 1946-1947, 1948-1949            |
| Fernando Gomes      | Portugal  | 6      | 1976-1977, 1977-1978, 1978-1979, 1982-1983, 1983-1984*, 1984-1985            |
| José Águas          | Portugal  | 5      | 1951-1952, 1955-1956, 1956-1957, 1958-1959, 1960-1961                        |
| Mário Jardel        | Brésil    | 5      | 1996-1997, 1997-1998, 1998-1999, 1999-2000, 2001-2002                        |
| Jackson Martínez    | Colombie  | 3      | 2012-2013, 2013-2014, 2014-2015                                              |
| Manuel Soeiro       | Portugal  | 2      | 1934-1935, 1936-1937                                                         |
| Francisco Rodrigues | Portugal  | 2      | 1943-1944, 1944-1945                                                         |
| Julinho             | Portugal  | 2      | 1942-1943, 1949-1950                                                         |
| Matateu             | Portugal  | 2      | 1952-1953, 1954-1955                                                         |
| Artur Jorge         | Portugal  | 2      | 1970-1971, 1971-1972                                                         |
| Hector Yazalde      | Argentine | 2      | 1973-1974, 1974-1975                                                         |
| Rui Jordão          | Portugal  | 2      | 1975-1976, 1979-1980                                                         |
| Nené                | Portugal  | 2      | 1980-1981, 1983-1984*                                                        |
| Paulinho Cascavel   | Brésil    | 2      | 1986-1987, 1987-1988                                                         |
| Liédson             | Brésil    | 2      | 2004-2005, 2006-2007                                                         |
| Óscar Cardozo       | Paraguay  | 2      | 2009-2010, 2011-2012*                                                        |
| Jonas               | Brésil    | 2      | 2015-2016, 2017-2018                                                         |
| Viktor Gyökeres     | Suède     | 2      | 2023-2024, 2024-2025                                                         |

### Record de buts
Les joueurs ayant gagné la Bola de Prata cette saison-là sont en caractère gras.

| #  | Joueur            | Nationalité | Club              | Matchs | Buts | Saison    |
| -- | ----------------- | ----------- | ----------------- | ------ | ---- | --------- |
| 1  | Hector Yazalde    | Argentine   | Sporting Portugal | 29     | 46   | 1973-1974 |
| 2  | Fernando Peyroteo | Portugal    | Sporting Portugal | 19     | 43   | 1946-1947 |
| 3  | Eusébio           | Portugal    | Benfica Lisbonne  | 24     | 42   | 1967-1968 |
| 4  | Mário Jardel      | Brésil      | Sporting Portugal | 30     | 42   | 2001-2002 |
| 5  | Eusébio           | Portugal    | Benfica Lisbonne  | 28     | 40   | 1972-1973 |
| 6  | Fernando Peyroteo | Portugal    | Sporting Portugal | 21     | 39   | 1945-1946 |
| 7  | Fernando Peyroteo | Portugal    | Sporting Portugal | 23     | 39   | 1948-1949 |
| 8  | Fernando Gomes    | Portugal    | FC Porto          | 30     | 39   | 1984-1985 |
| 9  | Viktor Gyökeres   | Suède       | Sporting Portugal | 33     | 39   | 2024-2025 |
| 10 | Mário Jardel      | Brésil      | FC Porto          | 32     | 38   | 1999-2000 |
| 11 | Correia Dias      | Portugal    | FC Porto          | 21     | 36   | 1941-1942 |
| 12 | Fernando Gomes    | Portugal    | FC Porto          | 29     | 36   | 1982-1983 |
| 13 | Mário Jardel      | Brésil      | FC Porto          | 32     | 36   | 1998-1999 |
| 14 | António Araújo    | Portugal    | FC Porto          | 25     | 35   | 1947-1948 |
| 15 | Fernando Peyroteo | Portugal    | Sporting Portugal | 14     | 34   | 1937-1938 |
| 16 | Jonas             | Brésil      | SL Benfica        | 30     | 34   | 2017-2018 |
| 17 | Bas Dost          | Pays-Bas    | Sporting Portugal | 31     | 34   | 2016-2017 |
| 18 | Mats Magnusson    | Suède       | Benfica Lisbonne  | 32     | 33   | 1989-1990 |
| 19 | Matateu           | Portugal    | CF Belenenses     | 26     | 32   | 1954-1955 |
| 20 | Jonas             | Brésil      | Benfica Lisbonne  | 34     | 32   | 2015-2016 |
| 21 | João Martins      | Portugal    | Sporting Portugal | 23     | 31   | 1953-1954 |
| 22 | Eusébio           | Portugal    | Benfica Lisbonne  | 26     | 31   | 1966-1967 |
| 23 | Rui Jordão        | Portugal    | Sporting Portugal | 30     | 31   | 1979-1980 |
| 24 | José Águas        | Portugal    | Benfica Lisbonne  | 25     | 30   | 1956-1957 |
| 25 | Hector Yazalde    | Argentine   | Sporting Portugal | 26     | 30   | 1974-1975 |
| 26 | Rui Jordão        | Portugal    | Benfica Lisbonne  | 28     | 30   | 1975-1976 |
| 27 | Manuel Fernandes  | Portugal    | Sporting Portugal | 29     | 30   | 1985-1986 |
| 28 | Nené              | Portugal    | Benfica Lisbonne  | 30     | 30   | 1979-1980 |
| 29 | Mário Jardel      | Brésil      | FC Porto          | 31     | 30   | 1996-1997 |
| 30 | Ricky             | Nigeria     | Boavista FC       | 34     | 30   | 1991-1992 |

| #   | Joueur         | Club              | Buts | Saison    |
| --- | -------------- | ----------------- | ---- | --------- |
| 1er | Eusébio        | Benfica Lisbonne  | 42   | 1967-1968 |
| 2e  | Eusébio        | Benfica Lisbonne  | 40   | 1972-1973 |
| 3e  | Hector Yazalde | Sporting Portugal | 46   | 1973-1974 |
| 4e  | Fernando Gomes | FC Porto          | 36   | 1982-1983 |
| 5e  | Fernando Gomes | FC Porto          | 39   | 1984-1985 |
| 6e  | Mário Jardel   | FC Porto          | 36   | 1998-1999 |
| 7e  | Mário Jardel   | Sporting Portugal | 42   | 2001-2002 |

### Palmarès par club
Les clubs ayant le plus souvent disposé de la Bola de Prata dans leurs rangs sont :
| Club              | Titres | Saison |
| ----------------- | ------ | --- |
| Benfica Lisbonne  | 31     | 1942-1943, 1949-1950, 1951-1952, 1955-1956, 1956-1957, 1958-1959, 1960-1961, 1962-1963, 1963-1964, 1964-1965, 1965-1966, 1966-1967, 1967-1968, 1969-1970, 1970-1971, 1971-1972, 1972-1973, 1975-1976, 1980-1981, 1983-1984, 1988-1989, 1989-1990, 1990-1991, 2002-2003, 2009-2010, 2011-2012, 2015-2016, 2017-2018, 2018-2019, 2019-2020, 2021-2022 |
| FC Porto          | 26     | 1935-1936, 1938-1939, 1939-1940, 1941-1942, 1947-1948, 1961-1962, 1976-1977, 1977-1978, 1978-1979, 1981-1982, 1982-1983, 1983-1984, 1984-1985, 1995-1996, 1996-1997, 1997-1998, 1998-1999, 1999-2000, 2000-2001, 2003-2004, 2007-2008, 2010-2011, 2012-2013, 2013-2014, 2014-2015, 2022-2023                                                        |
| Sporting Portugal | 24     | 1934-1935, 1936-1937, 1937-1938, 1939-1940, 1940-1941, 1945-1946, 1946-1947, 1948-1949, 1950-1951, 1953-1954, 1965-1966, 1973-1974, 1974-1975, 1979-1980, 1985-1986, 1987-1988, 1992-1993, 2001-2002, 2004-2005, 2006-2007, 2016-2017, 2020-2021, 2023-2024, 2024-2025                                                                              |
| Vitória Setúbal   | 3      | 1943-1944, 1944-1945, 1993-1994 |
| CF Belenenses     | 3      | 1952-1953, 1954-1955, 2005-2006 |
| Vitória Guimarães | 2      | 1959-1960, 1986-1987 |
| Fabril Barreiro   | 1      | 1957-1958 |
| Académica Coimbra | 1      | 1968-1969 |
| Boavista FC       | 1      | 1991-1992 |
| Beira-Mar         | 1      | 2002-2003 |
| CD Nacional       | 1      | 2008-2009 |

Les saisons en caractères gras indiquent une Bola de Prata partagé par 2 joueurs.

### Palmarès par nationalité
| Pays           | Titres | Joueurs |
| -------------- | ------ | --- |
| Portugal       | 55     | Manuel Soeiro (x2), Pinga, Fernando Peyroteo (x6), Costuras, Correia Dias, Julinho (x2), Francisco Rodrigues (x2), António Araújo, Manuel Vasques, José Águas (x5), Matateu (x2), João Martins, Arsénio Duarte, José Torres, Eusébio (x7), Ernesto Figueiredo, Manuel António, Artur Jorge (x2), Rui Jordão (x2), Fernando Gomes (x6), Nené (x2), Jacques Pereira, Manuel Fernandes, Rui Águas, Jorge Cadete, Domingos, Simão, Pedro Gonçalves |
| Brésil         | 16     | Edmur Ribeiro, Azumir Veríssimo, Paulinho Cascavel (x2), Mário Jardel (x5), Pena, Liédson (x2), Nenê, Hulk, Jonas (x2), Carlos Vinicius |
| Argentine      | 3      | Hector Yazalde (x2), Lisandro López |
| Colombie       | 3      | Jackson Martínez (x3) |
| Suède          | 3      | Mats Magnusson, Viktor Gyökeres (x2) |
| Nigeria        | 2      | Ricky, Rashidi Yekini |
| Paraguay       | 2      | Óscar Cardozo (x2) |
| Yougoslavie    | 1      | Slavko Kodrnja |
| Angola         | 1      | Vata Garcia |
| Maroc          | 1      | Hassan Nader |
| Sénégal        | 1      | Fary Faye |
| Afrique du Sud | 1      | Benedict McCarthy |
| Cameroun       | 1      | Albert Meyong Ze |
| Pays-Bas       | 1      | Bas Dost |
| Suisse         | 1      | Haris Seferović |
| Uruguay        | 1      | Darwin Núñez |
| Iran           | 1      | Mehdi Taremi |

## Autres
Record de buts consécutifs dans le championnat :  Fernando Peyroteo, 10 matchs en 1937-38 et  Jonas en 2017-2018